# یواخیم هاپ
یواخیم هاپ (انگلیسی: Joachim Hopp؛ زادهٔ ۱۰ ژوئیهٔ ۱۹۶۶) بازیکن فوتبال اهل آلمان است.
از باشگاه‌هایی که در آن بازی کرده‌است می‌توان به باشگاه فوتبال اوردینگن ۰۵ و باشگاه فوتبال دویسبورگ اشاره کرد.